# Simon Tedeschi
Simon Alexander Meir (מֵאִיר) Tedeschi (1 de mayo de 1981) es un pianista australiano de música clásica.
Tedeschi es aborigen de Gosford, su padre Mark Tedeschi consejero de la Reina (QC), fiscal de la Corona sénior, por Nueva Gales del Sur y fotógrafo y de Vivienne Tedeschi, hija de un sobreviviente polaco del Holocausto, Lucy Gershwin. Creció ne North Shore en Sídney y asistió al Beaumont Road Public School de West Killara y al St Andrew's Cathedral School en Sídney, donde el director lo desalentó de participar en el deporte para no dañarse las manos.

## Honores

### Galardones
- 1998: Premios ABC Intérpretes jóvenes Sinfónica de Australia.[7]